# Hugh Hudson
Pour les articles homonymes, voir Hudson.
Hugh Hudson est un réalisateur britannique né le 25 août 1936 à Londres et mort le 10 février 2023 à Hammersmith (Grand Londres),.
Il est surtout connu pour avoir réalisé le film Les Chariots de feu, qui reçoit quatre Oscars en 1982, lors de la 54e cérémonie, dont celui du meilleur film.

## Filmographie partielle

### Réalisateur
- 1971 : Irresistible (court métrage)
- 1980 : Fangio: Una vita a 300 all'ora (en) - documentaire
- 1981 : Les Chariots de feu (Chariots of Fire)
- 1984 : Greystoke, la légende de Tarzan (Greystoke the legend of Tarzan, Lord of the Apes)
- 1985 : Révolution (Revolution)
- 1989 : Le Carrefour des innocents (Lost Angels)
- 1995 : Lumière et Compagnie - Réalisation d'un court-métrage inclus dans ce documentaire
- 1999 : My Life So Far
- 2000 : Je rêvais de l'Afrique (I Dreamed of Africa)
- 2016 : Altamira

### Producteur
- 1984 : Greystoke, la légende de Tarzan (Greystone the legend of Tarzan, Lord of the Apes).

## Récompenses

### Oscar
- 1982 : Nomination à l'Oscar du meilleur réalisateur pour Les Chariots de feu
- 1982 : Oscar du meilleur film pour Les Chariots de feu

### BAFTA
- 1982 : BAFTA du meilleur film pour Les Chariots de feu